# Église Notre-Dame d'Appeville
Pour les articles homonymes, voir Église Notre-Dame.
L'église Notre-Dame d'Appeville, aussi connue sous le vocable de Saint-Étienne, est un édifice catholique du début du XIIIe siècle, qui se dresse sur le territoire de la commune française d'Appeville, dans le département de la Manche, en région Normandie. L'édifice est classé au titre des monuments historiques.

## Localisation
L'église est située sur la commune d'Appeville, dans le département français de la Manche.

## Historique
L'église Notre-Dame, possession de l'abbaye de Lessay, a été construite d'un seul jet, au début du XIIIe siècle, à l’exception du porche occidental, et a vraisemblablement été financée par cette dernière.
Les fenêtres dont celles de la façade occidentale sont agrandies au XIVe siècle. Les deux contreforts qui contrebutent la dernière travée du chœur sont probablement de la même époque. Le petit porche qui précède le portail occidental date du XVe siècle. Au XVIe siècle des clochetons d'angle et des gargouilles sont ajoutés à la tour centrale et au XVIIIe siècle, la sacristie.
La voûte de la nef est refaite en 1876-1877 ainsi que la partie supérieure de la flèche.

## Description
Le plan de l'église est très semblable à celui de l'église Notre-Dame de Gorges et de l'ancienne église de Saint-Georges-de-Bohon détruite en 1944.
L'église est reconnaissable à sa tour carrée assise sur la croisée du transept surmonté d'une flèche. La tour carrée du XIIIe siècle qui sert à la fois de tour-lanterne et de clocher est terminée d'une plate-forme surmontée par une flèche octogonale élancée bâtie en retrait. Le porche occidental, plus tardif, ne date que du XVe siècle et la sacristie est du XVIIIe siècle.
L'édifice est à nef unique avec un chœur à chevet plat et un transept saillant. Le clocher arbore sur chacune de ses faces cinq longues arcades géminées, les deux extrêmes restant aveugles, les deux intermédiaires encadrant les baies de la tour-lanterne, et l'arcade médiane, au-dessus du faîte des toitures n'ouvrant que sur la baie supérieure du clocher. Les baies voient leurs piédroits ornées de deux colonnettes, sauf les arcades latérales qui n'en ont qu'une seule, avec au-dessus dans les écoinçons des polylobes en défoncement.

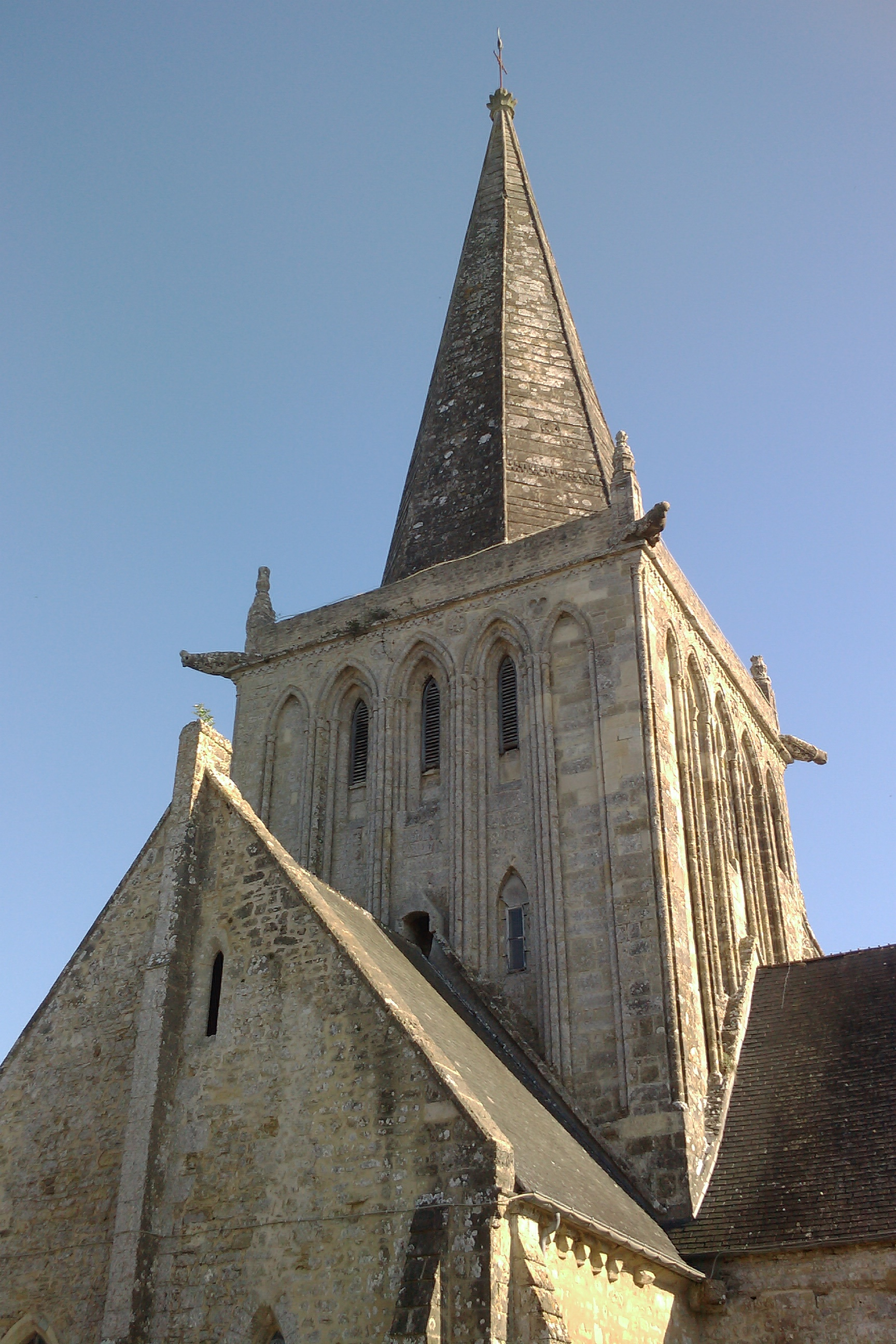
Détail du clocher.
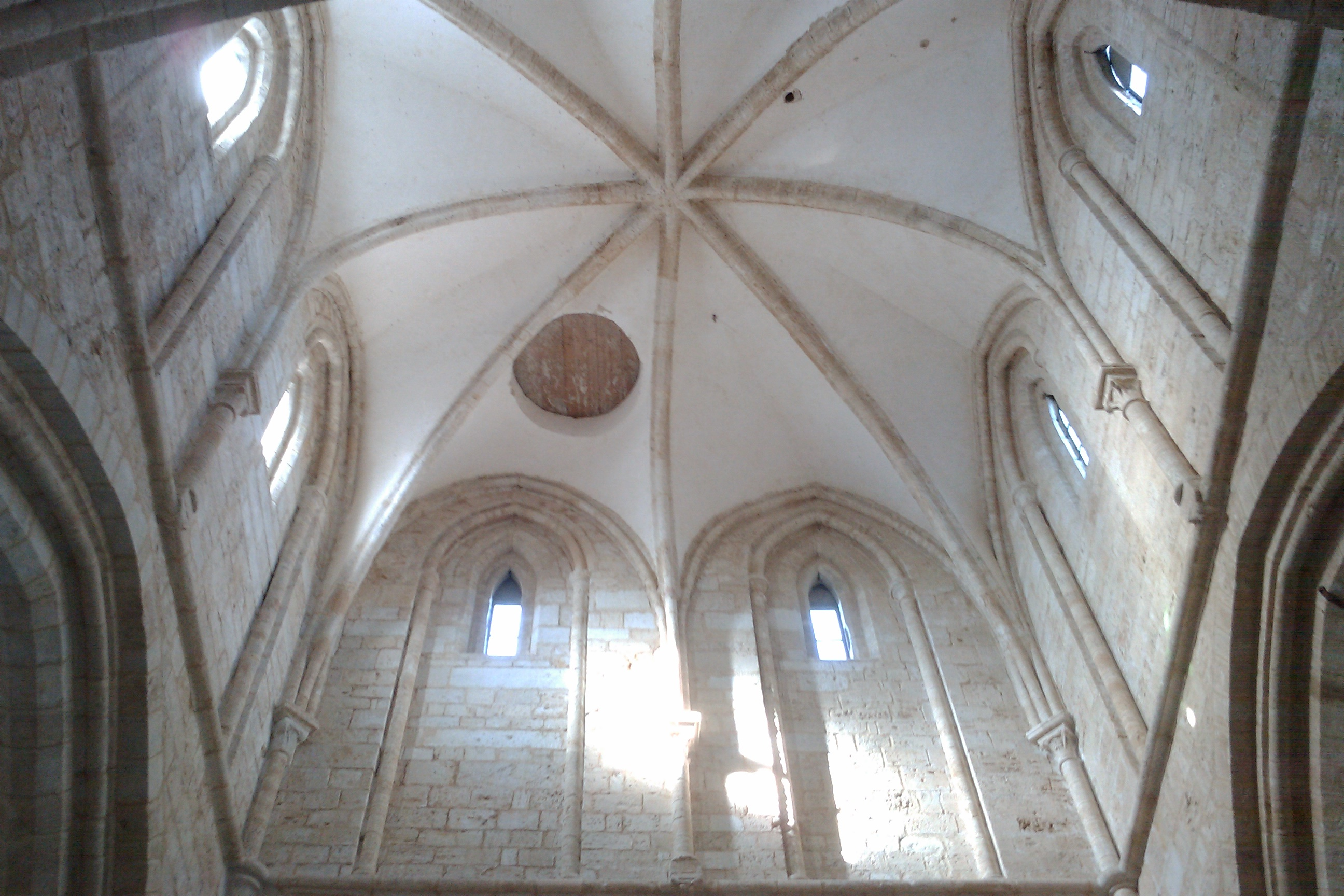
La tour-lanterne.
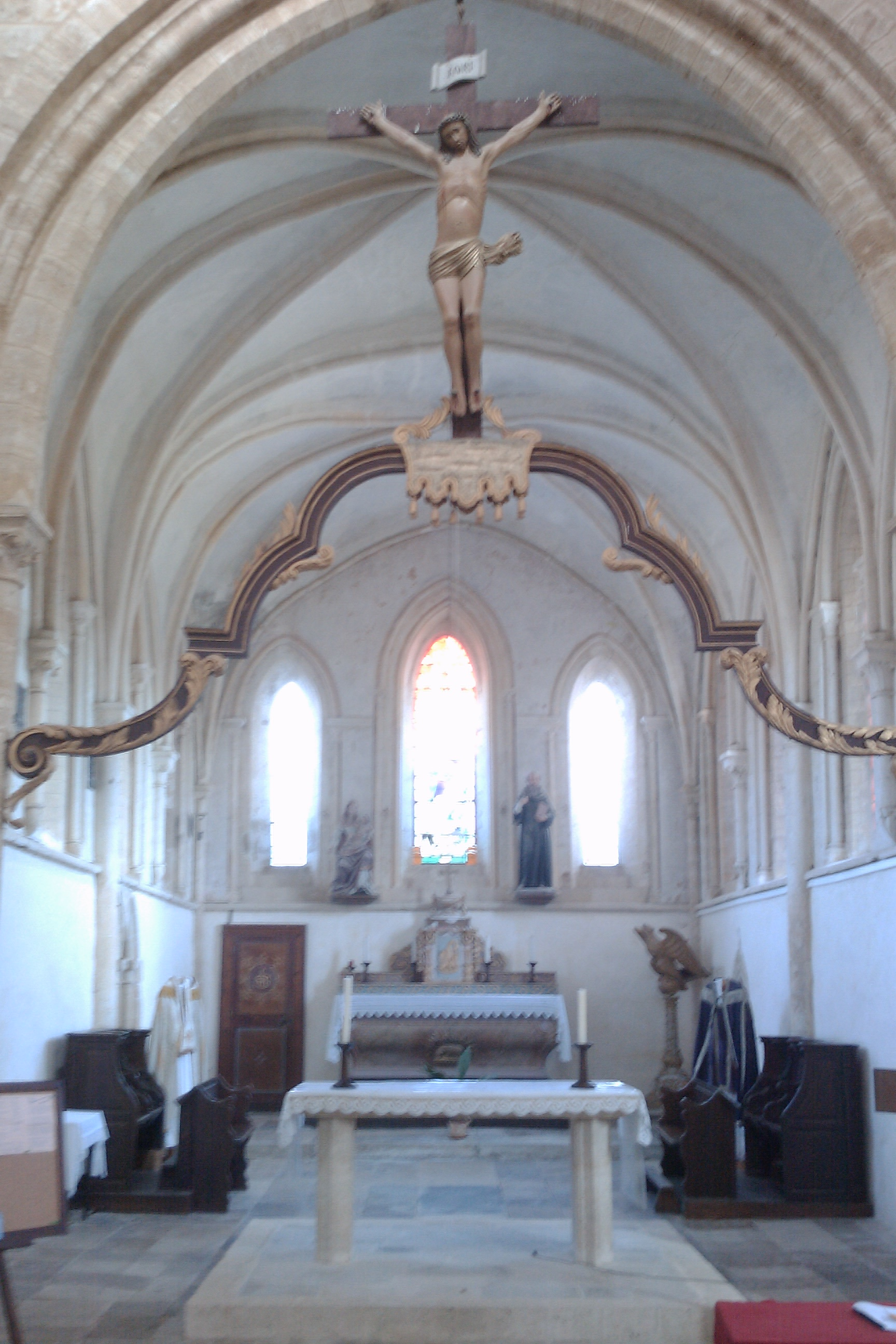
Le chœur avec sa perque.

## Protection
L'église est classée au titre des monuments historiques par arrêté du 24 octobre 1950.

## Mobilier
L'église abrite de nombreuses œuvres inscrites au titre objet aux monuments historiques dont : une chaire à prêcher du XVIIIe, un bénitier du XVIe, des fonts baptismaux du Moyen Âge, une Vierge à l'Enfant du XVIIe et un lutrin du XVIIIe. L'église conserve également une verrière de L. Mazuet du XXe, et des peintures murales (polychromies du XIIIe au XVIIe siècle) restaurées depuis 2010.

### Cimetière
Une croix de cimetière du XVIIe siècle est inscrite au titre objet.